# Giải vô địch bóng đá châu Âu 2016 (trận tranh vé vớt)
Các trận tranh vé vớt vòng loại giải vô địch bóng đá châu Âu 2016 diễn ra giữa 8 đội đứng thứ ba chia thành 4 cặp thi đấu loại trực tiếp sân nhà – sân khách để giành 4 suất còn lại tham dự vòng chung kết Euro 2016.

## Xếp hạng các đội xếp thứ ba
Bốn đội đứng thứ ba có vị trí cao hơn trong bảng xếp hạng hệ số của UEFA sẽ được tổ chức trận lượt về trên sân nhà.

| VT | Bg | Đội                  | ST | T | H | B | BT | BB | HS | Đ  | Giành quyền tham dự               |
| -- | -- | -------------------- | -- | - | - | - | -- | -- | -- | -- | --------------------------------- |
| 1  | A  | Thổ Nhĩ Kỳ           | 8  | 5 | 1 | 2 | 12 | 7  | +5 | 16 | Giành quyền vào vòng chung kết    |
| 2  | F  | Hungary              | 8  | 4 | 3 | 1 | 8  | 5  | +3 | 15 | Giành quyền vào trận tranh vé vớt |
| 3  | C  | Ukraina              | 8  | 4 | 1 | 3 | 11 | 4  | +7 | 13 | Giành quyền vào trận tranh vé vớt |
| 4  | H  | Na Uy                | 8  | 4 | 1 | 3 | 8  | 10 | −2 | 13 | Giành quyền vào trận tranh vé vớt |
| 5  | I  | Đan Mạch             | 8  | 3 | 3 | 2 | 8  | 5  | +3 | 12 | Giành quyền vào trận tranh vé vớt |
| 6  | G  | Thụy Điển            | 8  | 3 | 3 | 2 | 11 | 9  | +2 | 12 | Giành quyền vào trận tranh vé vớt |
| 7  | D  | Cộng hòa Ireland     | 8  | 3 | 3 | 2 | 8  | 7  | +1 | 12 | Giành quyền vào trận tranh vé vớt |
| 8  | B  | Bosna và Hercegovina | 8  | 3 | 2 | 3 | 11 | 12 | −1 | 11 | Giành quyền vào trận tranh vé vớt |
| 9  | E  | Slovenia             | 8  | 3 | 1 | 4 | 10 | 11 | −1 | 10 | Giành quyền vào trận tranh vé vớt |

## Hạt giống
Lễ bốc thăm trận tranh vé vớt được tổ chức vào ngày 18 tháng 10 năm 2015. Các đội được phân hạt giống dựa theo xếp hạng hệ số đội tuyển quốc gia của UEFA được cập nhật sau khi hoàn thành giai đoạn vòng bảng
Các đội được phân loại hạt giống như sau:
| Nhóm 1 (hạt giống)   | Nhóm 1 (hạt giống) | Nhóm 1 (hạt giống) |
| Đội                  | Điểm               | Hạng               |
| -------------------- | ------------------ | ------------------ |
| Bosna và Hercegovina | 30,367             | 13                 |
| Ukraina              | 30,313             | 14                 |
| Thụy Điển            | 29,028             | 16                 |
| Hungary              | 27,142             | 20                 |

| Nhóm 2 (không phải hạt giống) | Nhóm 2 (không phải hạt giống) | Nhóm 2 (không phải hạt giống) |
| Đội                           | Điểm                          | Hạng                          |
| ----------------------------- | ----------------------------- | ----------------------------- |
| Đan Mạch                      | 27,140                        | 21                            |
| Cộng hòa Ireland              | 26,902                        | 23                            |
| Na Uy                         | 26,439                        | 25                            |
| Slovenia                      | 25,441                        | 26                            |

## Các trận đấu
| Đội 1                | TTS | Đội 2            | Lượt đi | Lượt về |
| -------------------- | --- | ---------------- | ------- | ------- |
| Ukraina              | 3–1 | Slovenia         | 2–0     | 1–1     |
| Thụy Điển            | 4–3 | Đan Mạch         | 2–1     | 2–2     |
| Bosna và Hercegovina | 1–3 | Cộng hòa Ireland | 1–1     | 0–2     |
| Na Uy                | 1–3 | Hungary          | 0–1     | 1–2     |

### Lượt đi
| Na Uy | 0–1      | Hungary          |
| ----- | -------- | ---------------- |
|       | Chi tiết | Kleinheisler 26' |

| Bosna và Hercegovina | 1–1      | Cộng hòa Ireland |
| -------------------- | -------- | ---------------- |
| Džeko 85'            | Chi tiết | Brady 82'        |

| Ukraina                        | 2–0      | Slovenia |
| ------------------------------ | -------- | -------- |
| Yarmolenko 22' · Seleznyov 54' | Chi tiết |          |

| Thụy Điển                              | 2–1      | Đan Mạch      |
| -------------------------------------- | -------- | ------------- |
| Forsberg 45' · Ibrahimović 50' (ph.đ.) | Chi tiết | Jørgensen 80' |

### Lượt về
| Hungary                            | 2–1      | Na Uy         |
| ---------------------------------- | -------- | ------------- |
| Priskin 14' · Henriksen 83' (l.n.) | Chi tiết | Henriksen 87' |

Hungary thắng với tổng tỉ số 3–1 và giành quyền tham dự Euro 2016.
| Cộng hòa Ireland        | 2–0      | Bosna và Hercegovina |
| ----------------------- | -------- | -------------------- |
| Walter 24' (ph.đ.), 70' | Chi tiết |                      |

Ireland thắng với tổng tỉ số 3–1 và giành quyền tham dự Euro 2016.
| Slovenia  | 1–1      | Ukraina          |
| --------- | -------- | ---------------- |
| Cesar 11' | Chi tiết | Yarmolenko 90+7' |

Ukraina thắng với tổng tỉ số 3–1 và giành quyền tham dự Euro 2016.
| Đan Mạch                           | 2–2      | Thụy Điển            |
| ---------------------------------- | -------- | -------------------- |
| Y. Poulsen 82' · Vestergaard 90+1' | Chi tiết | Ibrahimović 19', 76' |

Thụy Điển thắng với tổng tỉ số 4–3 và giành quyền tham dự Euro 2016.

## Danh sách cầu thủ ghi bàn
3 bàn
- Zlatan Ibrahimović

2 bàn
- Jonathan Walters
- Andriy Yarmolenko

1 bàn
- Edin Džeko
- Nicolai Jørgensen
- Yussuf Poulsen
- Jannik Vestergaard
- László Kleinheisler
- Tamás Priskin
- Markus Henriksen
- Robbie Brady
- Boštjan Cesar
- Emil Forsberg
- Yevhen Seleznyov

phản lưới nhà
- Markus Henriksen (trận gặp Hungary)

## Thẻ phạt
Một cầu thủ bị treo giò trận tiếp theo vì những lỗi sau đây:
- Nhận thẻ đỏ (việc treo giò vì thẻ đỏ có thể nặng hơn cho lỗi nghiêm trọng)
- Nhận ba thẻ vàng trong ba trận đấu khác nhau, cũng như sau thẻ vàng thứ 5 và bất kỳ thẻ vàng nào sau đó (việc treo giò vì thẻ vàng vẫn có hiệu lực vòng vé vớt, nhưng được xóa tại vòng chung kết hay bất kỳ trận đấu quốc tế nào khác trong tương lai)

Các cầu thủ sau đã thi hành hình phạt trong các trận đấu vòng loại:
| Đội                  | Cầu thủ          | Vi phạm | Bị treo giò trận đấu                                   |
| -------------------- | ---------------- | --- | ------------------------------------------------------ |
| Bosna và Hercegovina | Muhamed Bešić    | v Andorra (6 tháng 9 năm 2015) | v Cộng hòa Ireland, lượt đi (13 tháng 11 năm 2015)     |
| Hungary              | Roland Juhász    | v România (11 tháng 10 năm 2014) · v Phần Lan (13 tháng 6 năm 2015) · v Hy Lạp (11 tháng 10 năm 2015)                                                                                   | v Na Uy, lượt đi (12 tháng 11 năm 2015)                |
| Hungary              | Zoltán Gera      | v România (11 tháng 10 năm 2014) · v Quần đảo Faroe (14 tháng 10 năm 2014) · v Phần Lan (13 tháng 6 năm 2015) · v Quần đảo Faroe (8 tháng 10 năm 2015) · v Na Uy (12 tháng 11 năm 2015) | v Na Uy, lượt về (15 tháng 11 năm 2015)                |
| Cộng hòa Ireland     | John O'Shea      | v Ba Lan (11 tháng 10 năm 2015) | v Bosna và Hercegovina, lượt đi (13 tháng 11 năm 2015) |
| Cộng hòa Ireland     | Jonathan Walters | v Gruzia (7 tháng 9 năm 2014) · v Gibraltar (4 tháng 9 năm 2015) · v Ba Lan (11 tháng 10 năm 2015)                                                                                      | v Bosna và Hercegovina, lượt đi (13 tháng 11 năm 2015) |
| Ukraina              | Oleksandr Kucher | v Belarus (9 tháng 10 năm 2014) · v Tây Ban Nha (27 tháng 3 năm 2015) · v Tây Ban Nha (12 tháng 10 năm 2015)                                                                            | v Slovenia, lượt đi (14 tháng 11 năm 2015)             |
| Ukraina              | Taras Stepanenko | v Slovakia (8 tháng 9 năm 2014) · v Slovakia (8 tháng 9 năm 2015) · v Tây Ban Nha (12 tháng 10 năm 2015)                                                                                | v Slovenia, lượt đi (14 tháng 11 năm 2015)             |